# Cottonwood (Alabama)
Cottonwood város az USA Alabama államában, Houston megyében. Lakosainak száma 1048 fő (2020. április 1.).

## Népesség
A település népességének változása:
| Lakosok száma | 352  | 1170 | 1289 | 1048 |
|               | 1910 | 2000 | 2010 | 2020 |